# Nebra (Unstrut)
Nebra (Unstrut) – miasto w Niemczech, w kraju związkowym Saksonia-Anhalt, w powiecie Burgenland, wchodzi w skład gminy związkowej Unstruttal, położone na południowy zachód od Halle (Saale).

## Historia
Pierwsza wzmianka historyczna o osadzie Nebra pochodzi z roku 876. Prawa miejskie uzyskała w XII wieku. W 1416 rozpoczęto budowę późnogotyckiego kościoła św. Jerzego. W kwietniu 1641 roku miasto zostało splądrowane i spalone podczas wojny trzydziestoletniej. Największą sławę przyniosło miastu odkrycie w 1999 roku brązowego dysku z przypuszczalnym przedstawieniem ciał niebieskich. Zabytek ten określany mianem Dysku z Nebry wzbudza liczne kontrowersje wśród archeologów.
1 lipca 2009 do miasta przyłączono gminę Wangen, natomiast 1 września 2010 gminę Reinsdorf.

## Współpraca
Miejscowości partnerskie:
- Plattling, Bawaria
- Wetter (Hessen), Hesja (kontakty utrzymuje dzielnica Reinsdorf)

## Osoby urodzone w Nebra (Unstrut)
- Hedwig Courths-Mahler - pisarka